# باول ميلر (مقدم برامج إذاعية)
باول ميلر (بالإنجليزية: Paul Miller)‏ هو مقدم برامج إذاعية بريطاني، ولد في 18 يوليو 1966.